# 哈尼族
哈尼族是中国西南少数民族，列中国第16大民族。云南是哈尼族世居地。根据2000年人口普查，中国大陆哈尼族人口有1,440,029人，其中云南有1,424,990人，占哈尼族人口的98.96%。哈尼族主要分布于云南西南部礼社江下游红河西侧哀牢山区新平、镇源、墨江、元江、红河、元阳、绿春、金平、江城等县。山东、江苏、湖南、四川和广东五省哈尼族人口均超过千人，其余各个省市区及现役军人中均有哈尼族人口分布。中国哈尼族使用哈尼语，原来没有文字，1957年创制了以拉丁字母为基础的文字。哈尼族先民为羌族，在海拔2500米山區閞墾梯田，種植水稻。哈尼族（越南语： / 𠊛何貳）也是越南54个民族之一，人口17,535（1999年普查）。
哈尼人的一支阿卡人（自稱雅尼人）在缅甸、老挝、泰国有分布。

## 族源
哈尼族可能源于古代氐羌族群。漢文史籍中，對哈尼族有“和夷”、“和蠻”、“和泥”、“離泥”、“倭泥”、“哈尼”、“斡泥”等稱呼。
他们在老挝叫老松族，有“山上的民族”之意，在西双版纳自称阿卡，意思是“我是远方来的人”(另一說他們在古代被傣族打敗成為奴隸，因此被稱為阿卡)。

## 語言
哈尼語屬于漢藏語系藏緬語族的彝語支，同彝語、拉祜語、傈僳語比較接近。分為哈雅、碧卡、豪白三個方言，彼此差別較大，相互通話困難。哈尼族本無文字，有些地方曾經刻木、結繩記事。1957年，中國政府為其創立了一種以拉丁字母為基礎的拼音文字。

## 文化

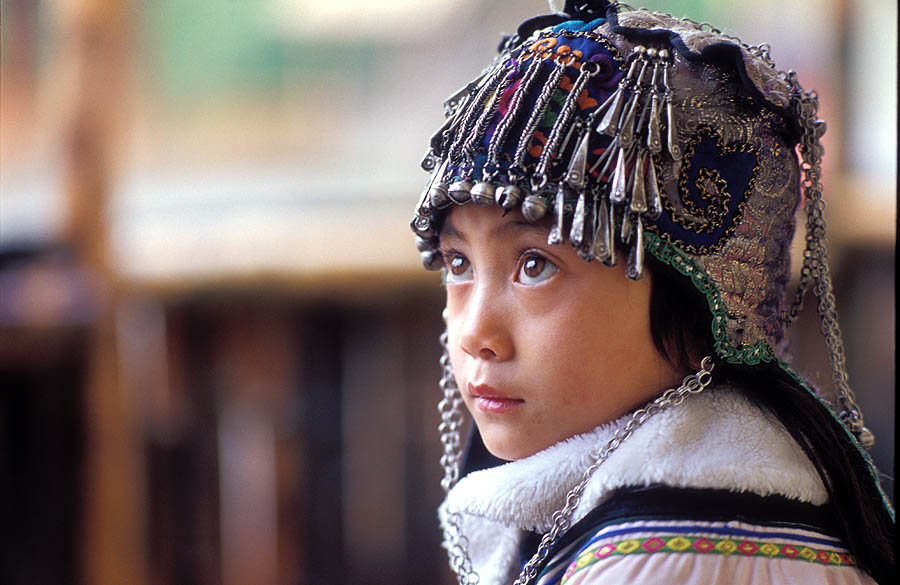
哈尼族少女头饰

### 傳統節慶
哈尼族传统节日众多，最主要為十月年與六月年。哈尼族以农历十月为岁首，故在農曆十月「過新年」。节期五六天，多至半個月。亲友互相拜访、回娘家習俗之外，亦是请媒说亲的良機吉日。六月年，即红河地区的“苦扎扎”，是哈尼族农业祭祀活动，為哈尼族最重要节日之一。

### 音樂舞蹈
哈尼族能歌善舞。乐器有三弦、四弦、巴乌、笛子、响篾、葫芦笙等。“巴乌”是哈尼族特有乐器，以竹管制成，具7孔，长六七寸，吹端配有鸭嘴形扁头，音色深沉柔美。舞蹈有“三弦舞”、“拍手舞”、“扇子舞”、“木雀舞”、“乐作舞”、“葫芦笙舞”等。

### 口頭文學
哈尼族的民間文化藝術形式豐富多樣，口頭文學中，有神話傳說《創世》講述萬物起源，《洪水記》講述人類戰勝洪水，《哈尼祖先過江來》講述哈尼族歷史；有詩歌“拉八熱”在慶典、祭祀等莊重場合吟唱，“阿基估”為男女對唱的山歌。

## 宗教
哈尼族相信万物有灵，包括自然崇拜、祖先崇拜和靈魂崇拜，也有信仰佛教和基督教。

## 建築
哈尼族的民居建築獨具特色，為其文化重要標誌之一。相传远古时，哈尼人住的是山洞，山高路陡，出门劳作很不方便。后来他们迁徙到一个名叫“惹罗”的地方，看到满山遍野生长着大朵大朵的蘑菇，它们不怕风吹雨打，还能让蚂蚁和小虫在下面做窝栖息，他们就比着样子盖起了蘑菇房。傳統蘑菇房為三層式結構，一樓圈養牲畜，二樓為人居空間，閣樓用於存放糧食與雜物。
建材主要以土石混合，堆砌成墙壁，再以干草为顶，具冬暖夏凉之效果。
哈尼族習於在向陽的山腰依傍山勢建立村寨，一般為三四十戶，遠方鳥瞰仿佛是一些自然生長的蘑菇散落於群山之間，雲霧繚繞中甚是迷人。
然而隨著時代的進步，蘑菇房已經難以滿足當代的生活需求，造成傳統蘑菇房的正漸消失，不過在改建中盡量保持原有外觀。
例如蘑菇房主要因茅草頂得名，而茅草頂易生火災，保留之下再輔以最先進的消防系統。

## 中国哈尼族分布

### 聚居区
自治州
- 红河哈尼族彝族自治州（云南省）

自治县
- 元江哈尼族彝族傣族自治县（云南省玉溪市）
- 普洱哈尼族彝族自治县（云南省普洱市）
- 镇沅彝族哈尼族拉祜族自治县（云南省普洱市）
- 墨江哈尼族自治县（云南省普洱市）
- 江城哈尼族彝族自治县（云南省普洱市）

民族乡
- 西定哈尼族布朗族乡（云南省西双版纳州勐海县）
- 格朗和哈尼族乡（云南省西双版纳州勐海县）
- 勐满拉祜族哈尼族布朗族乡（云南省西双版纳州勐海县）
- 发展河哈尼族乡（云南省普洱市澜沧拉祜族自治县）
- 酒井哈尼族乡（云南省普洱市澜沧拉祜族自治县）
- 惠民哈尼族乡（云南省普洱市澜沧拉祜族自治县）

### 各地哈尼族人口分布
中国2000年第五次人口普查各地哈尼族人口列表（   带色  部分，表示为世居省份）
| 位次 | 地区       | 总人口        | 哈尼族    | 占哈尼族 人口比例（%） | 占地区 少数民族 人口比例（%） | 占地区 人口比例（%） |
|      | 合计       | 1,245,110,826 | 1,440,029 | 100                    | 0.1255                        | 0.0106               |
|      | 31省份合计 | 1,242,612,226 | 1,439,673 | 99.975                 | 1.3682                        | 0.1159               |
| G1   | 西南       | 193,085,172   | 1,427,968 | 99.162                 | 3.9617                        | 0.7396               |
| G2   | 华东       | 358,849,244   | 7,188     | 0.499                  | 0.2876                        | 0.0020               |
| G3   | 中南       | 350,658,477   | 3,281     | 0.228                  | 0.0111                        | 0.0009               |
| G4   | 华北       | 145,896,933   | 632       | 0.044                  | 0.0073                        | 0.0004               |
| G5   | 东北       | 104,864,179   | 447       | 0.031                  | 0.0041                        | 0.0004               |
| G6   | 西北       | 89,258,221    | 157       | 0.011                  | 0.0009                        | 0.0002               |
| 1    | 云南       | 42,360,089    | 1,424,990 | 98.956                 | 10.0643                       | 3.3640               |
| 2    | 山东       | 89,971,789    | 3,041     | 0.211                  | 0.4806                        | 0.0034               |
| 3    | 江苏       | 73,043,577    | 2,049     | 0.142                  | 0.7884                        | 0.0028               |
| 4    | 湖南       | 63,274,173    | 1,337     | 0.093                  | 0.0209                        | 0.0021               |
| 5    | 四川       | 82,348,296    | 1,104     | 0.077                  | 0.0268                        | 0.0013               |
| 6    | 广东       | 85,225,007    | 1,061     | 0.074                  | 0.0836                        | 0.0012               |
| 7    | 重庆       | 30,512,763    | 959       | 0.067                  | 0.0486                        | 0.0031               |
| 8    | 贵州       | 35,247,695    | 891       | 0.062                  | 0.0067                        | 0.0025               |
| 9    | 浙江       | 45,930,651    | 883       | 0.061                  | 0.2233                        | 0.0019               |
| 10   | 安徽       | 58,999,948    | 679       | 0.047                  | 0.1707                        | 0.0012               |
| 11   | 河南       | 91,236,854    | 425       | 0.030                  | 0.0372                        | 0.0005               |
| 12   | 上海       | 16,407,734    | 381       | 0.026                  | 0.3668                        | 0.0023               |
| 13   | 河北       | 66,684,419    | 301       | 0.021                  | 0.0104                        | 0.0005               |
| 14   | 广西       | 43,854,538    | 214       | 0.015                  | 0.0013                        | 0.0005               |
| 15   | 吉林       | 26,802,191    | 212       | 0.015                  | 0.0086                        | 0.0008               |
| 16   | 北京       | 13,569,194    | 164       | 0.011                  | 0.0280                        | 0.0012               |
| 17   | 辽宁       | 41,824,412    | 157       | 0.011                  | 0.0023                        | 0.0004               |
| 18   | 湖北       | 59,508,870    | 151       | 0.010                  | 0.0058                        | 0.0003               |
| 19   | 海南       | 7,559,035     | 93        | 0.006                  | 0.0071                        | 0.0012               |
| 20   | 内蒙       | 23,323,347    | 92        | 0.006                  | 0.0019                        | 0.0004               |
| 20   | 福建       | 34,097,947    | 92        | 0.006                  | 0.0158                        | 0.0003               |
| 22   | 黑龙江     | 36,237,576    | 78        | 0.005                  | 0.0044                        | 0.0002               |
| 23   | 江西       | 40,397,598    | 63        | 0.004                  | 0.0501                        | 0.0002               |
| 24   | 新疆       | 18,459,511    | 62        | 0.004                  | 0.0006                        | 0.0003               |
| 25   | 山西       | 32,471,242    | 55        | 0.004                  | 0.0533                        | 0.0002               |
| 26   | 陕西       | 35,365,072    | 40        | 0.003                  | 0.0227                        | 0.0001               |
| 26   | 甘肃       | 25,124,282    | 40        | 0.003                  | 0.0018                        | 0.0002               |
| 28   | 西藏       | 2,616,329     | 24        | 0.002                  | 0.0010                        | 0.0009               |
| 29   | 天津       | 9,848,731     | 20        | 0.001                  | 0.0075                        | 0.0002               |
| 30   | 宁夏       | 5,486,393     | 12        | 0.001                  | 0.0006                        | 0.0002               |
| 31   | 青海       | 4,822,963     | 3         | 0.000                  | 0.0001                        | 0.0001               |
|      | 现役军人   | 2,498,600     | 356       | 0.025                  | 0.3187                        | 0.0143               |

## 經濟
哈尼族的分布地區多為海拔800至2500米的山區，氣候溫和，雨量豐沛，物產豐富。哈尼族長久以來在此閞墾梯田種植水稻，而此梯田謂之红河哈尼梯田，主要分佈在雲南南部紅河州元陽縣、紅河縣、金平縣和綠春縣。